# Пистоно (езеро)
Езерото Пистòно или езеро на Монтàлто (на италиански: Lago Pistono, Lago di Montalto, Лаго Пистоно, Лаго ди Монталто) е ледниково езеро, разположено близо до град Ивреа и принадлежащо на община Монталто Дора, в Метрополен град Торино, регион Пиемонт, Северна Италия. Намира се на около 57 км от град Торино.

## Характеристики
Пистоно, чиято дължина на бреговата ивица е 2,07 км, е разположено в котловина, изкопана от изтеглянето на ледник от Плейстоцена (ледникът Балтеа). Той е породил останалите четири езера в района (Сирио, Черното езеро, Кампаня и Сан Микеле), с които Пистоно образува Петте езера на Ивреа.
Езерото се захранва от Рио Монтезино, както и от водите на изворите на Биенка (подселище на село Киаверано) и от тези, идващи от района, където някога е било езерото Конильо, пресушено през 1895 г., за да се улесни извличането на торф. Откъм западната страна има изкуствен канал, който е захранвал някогашната мелница на градчето Монталто Дора. Изходящият воден поток се регулира от малка дига.
Цялото езеро е заобиколено от път сред природата, който може да се прекоси пеша или на велосипед. От източната страна има гостилница, където може да се наемат малки гребни лодки. От северната страна на върха на хълма е разположен забележителният замък на Монталто Дора, който се отразява върху водата отдолу. Около него има пътека, която позволява екскурзии пеша или с планински велосипед, и която по пръстенова пътека води до Петте езера на Ивреа и до т. нар. „балеринови земи“ (на италиански: terre ballerine) близо до градчето Монталто Дора, представляващи зона от подвижна почва върху торфено блато.
В езерото се практикува спортен риболов, който към януари 2020 г. е позволен през цялата година с изключение на периодите на развъждане (4-тия петък на месеца) с членска карта F.I.P.S.A.S.
За Канавезе районът представлява едно от най-характерните места, където наред с важните природни и геоложки особености е възможно да се практикуват спортни и развлекателни дейности в екологична среда. Предвид екологичното значение на района Пистоно, заедно с останалите четири езера на Ивреа (с изключение на езерото Сан Микеле), е определено като Местообитание от интерес за Общността (код IT1110021). В бъдеще езерото, заедно с останалите 4 езера на Ивреа, ще бъде включено в Природния парк на Петте езера на Ивреа (Parco naturale dei Cinque Laghi di Ivrea) под ръководството на Метрополен град Торино.

## Музей и Археологически парк на езерото Пистоно
Благодарение на археологическа кампания за разкопки под надзора на Службата за контрол на археологическото наследство на Пиемонт, през юни 2003 г. зоната на езерото са открити следи от наколно селище от епохата на неолита. През 2005 г. стартира културен и туристически проект, благодарение на който през 2012 г. в сградата на Кметството на градчето Монталто Дора е открито „Изложбено археологическо пространство на езерото Пистоно“. В него са изложени находките от кампанията, които документират живота от неолита до желязната епоха по мореновите езера на Ивреа. Изложбата се развива в тематични ядра, чрез които е възможно да се научи как и от какво са живели неолитните хора и как културният прогрес е повлиял на ежедневния им живот. Изложбеното пространство освен това посреща учители и професионалисти в областта на обучението, които желаят да задълбочат познанията си по археологическия материал.
След години проучвания и инвестиции и благодарение и на дарение от фондация „Сан Паоло“, под научното ръководство на Службата за контрол на археологическото наследство на Пиемонт е поставено началото и на Археологическия парк на езерото Пистоно (Parco archeologico del lago Pistono) чрез реконструкция на част от наколно селище в реален мащаб. Тя цели да направи ясни и разбираеми строителните техники на конструкциите от Епохата на неолита, известни благодарение на археологическите разкопки, като ги реинтегрира в естествения пейзаж на района. Паркът е посещаем с екскурзовод чрез предварително записване.